# Kroměříž
Kroměříž ([ˈkromɲɛr̝iːʃ] ⓘ; în germană Kremsier) este o comună și un oraș din districtul omonim din regiunea Zlín din Cehia. Are o populație de aproximativ 28.000 de locuitori. Este cunoscut pentru Castelul Kroměříž cu grădinile sale, care au fost înscrise de UNESCO în 1998 pe lista locurilor din patrimoniul mondial. Centrul istoric al orașului cu castelul este bine conservat și este protejat prin lege ca rezervație de monument urban.

## Diviziuni administrative
Kroměříž este format din zece diviziuni administrative (în paranteze populația localităților comunei conform recensământului din 2021):
- Kroměříž (24.415)
- Bílany (323)
- Drahlov (155)
- Hradisko (226)
- Kotojedy (221)
- Postoupky (598)
- Těšnovice (419)
- Trávník (601)
- Vážany (1.174)
- Zlámanka (148)

## Etimologie
Numele său este derivat din numele personal Kroměžir, adică „(proprietatea) lui Kroměžir”.

## Geografie
Kroměříž se află la aproximativ 20 kilometri (12 mi) nord-vest de Zlín. Aproximativ două treimi din teritoriul comunei se află în Dealurile Litenčice, iar partea de est se află în Valea Moravei de Sus (în cehă: Hornomoravský úval). O mică parte din sudul comunei se extinde în lanțul montan Chřiby (în germană: Marsgebirge). Cel mai înalt punct al comunei este dealul Obora la 322 metri (1.056 ft) deasupra nivelului mării. 
Orașul Kroměříž este situat pe ambele maluri ale râului Morava. Râul Haná se varsă în Morava în marginea nordică a orașului.

## Istorie

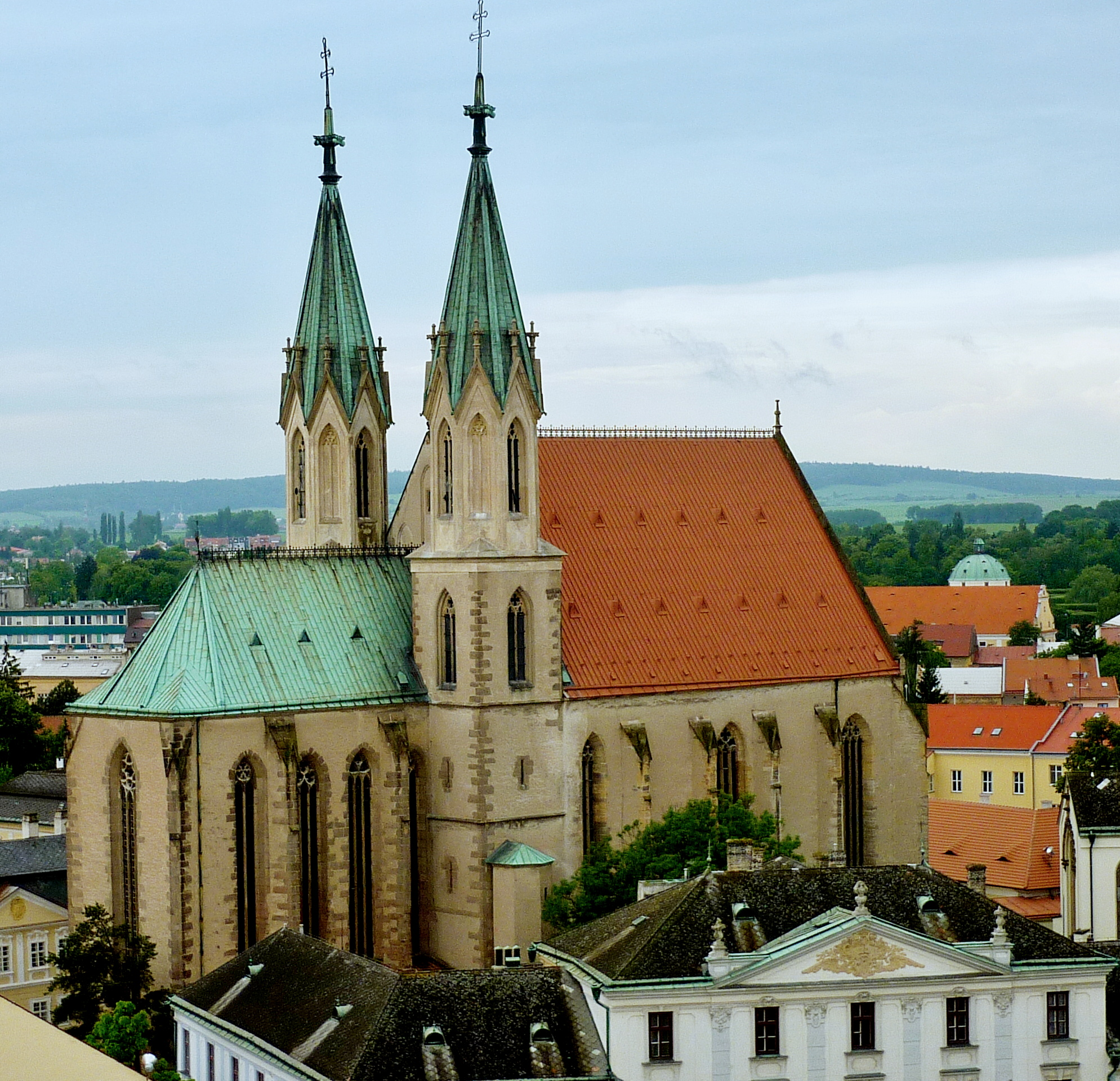
Biserica Sfântul Mauriciu

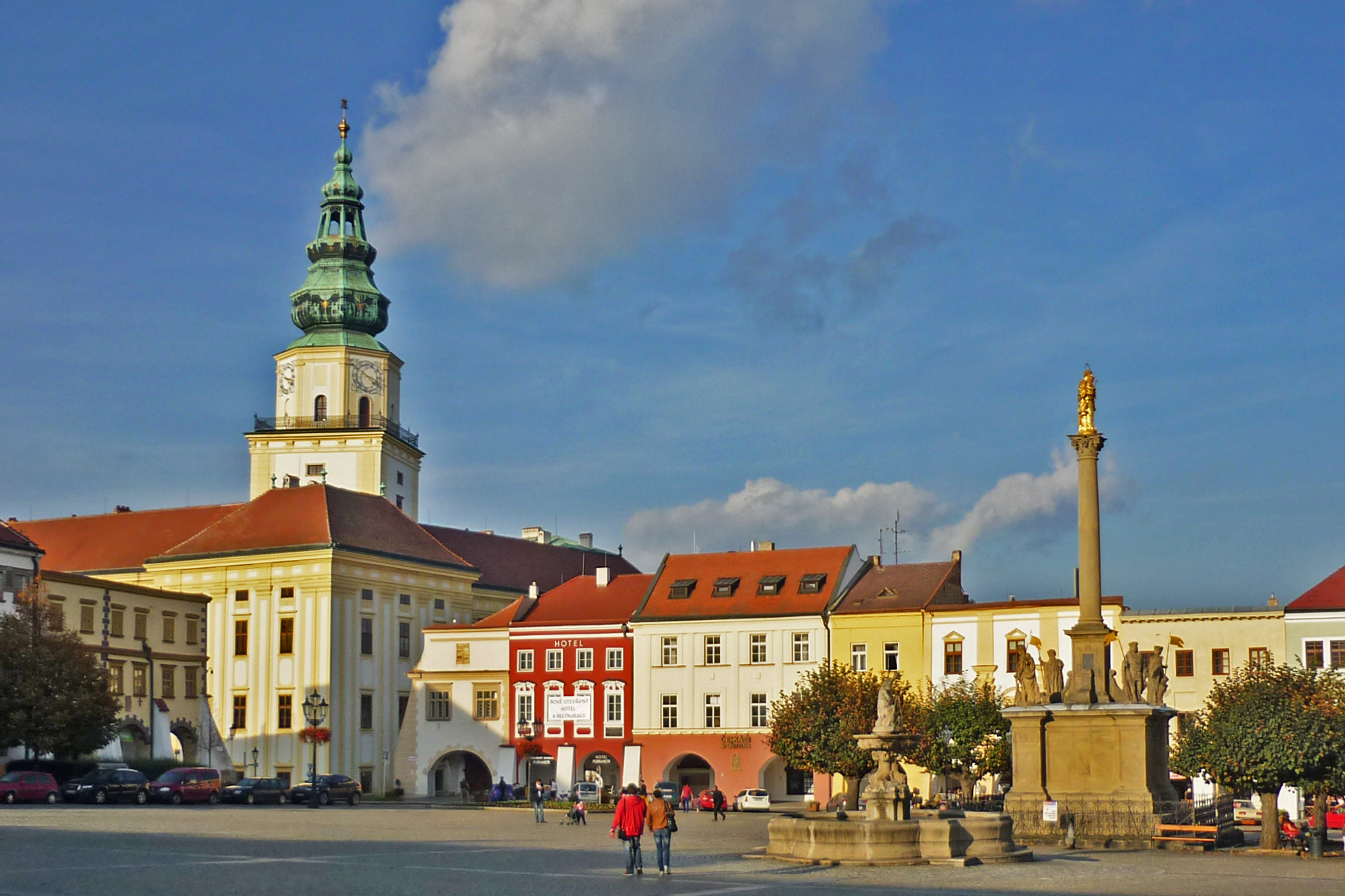
Piața Velké cu Castelul Kroměříž

Prima mențiune scrisă despre Kroměříž (sub numele său latin Cromezir ) se află într-un document scris între 1107 și 1125, când așezarea a fost cumpărată de episcopul de Olomouc Ian al II-lea. Unele surse citează un act al unui alt episcop de Olomouc Jindřich Zdík⁠(d) din 1141 ca prima mențiune scrisă incontestabilă a localității Kroměříž.
În Evul Mediu, a fost un sat târg la intersecția drumurilor Chihlimbarului și Sării. Acesta a fost situat lângă un vad peste Morava, unde se plătea o taxă de trecere.
În secolul al XIII-lea, Kroměříž a ajuns centrul unei stăpâniri deținute de episcopia de Olomouc. Cavalerii Ospitalieri s-au stabilit aici și au construit o biserică și un punct de comandă în 1238.
În 1241 și 1253, Kroměříž a suferit în urma unor raiduri ale tătarilor, cumanilor și maghiarilor. Așezarea s-a depopulat și a trebuit să fie recolonizată.
Kroměříž este menționat ultima dată ca un sat târg într-un document al regelui Ottokar al II-lea din 1256. După aceea, episcopul de Olomouc Bruno von Schauenburg⁠(d) a ajuns în stăpânirea localității Kroměříž. El a îmbunătățit orașul și a contribuit fundamental la dezvoltarea sa. Bruno a pus bazele pieței pe dealul de deasupra așezării inițiale și a înconjurat-o cu ziduri. De asemenea, a poruncit să se construiască Biserica Sfântul Mauriciu și a plantat vii în jurul așezării. În 1266, Kroměříž a fost pomenit pentru prima dată ca un oraș.
În 1322, evreilor li s-a permis să locuiască în oraș. La mijlocul secolului al XVI-lea, comunitatea evreiască din Kroměříž era cea mai mare comunitate evreiască din Moravia. Episcopii au protejat comunitatea pentru veniturile pe care le genera. În 1423, în timpul Războaielor Husite, episcopii au pierdut controlul asupra orașului. Au recâștigat orașul în 1455.
În timpul domniei episcopului Stanislav I Thurzo⁠(d), reședința episcopală locală a fost reparată și reconstruită ca un castel gotic târziu și renascentist. Adepții săi au rafinat și mai mult orașul și au întreprins reparații costisitoare asupra clădirilor.
Orașul și castelul au fost grav avariate în perioada Războiului de Treizeci de Ani. Au fost jefuite de trupele suedeze sub comanda lui Lennart Torstensson⁠(d) în 1643. Majoritatea clădirilor au fost incendiate. Orașul a fost deteriorat și de un incendiu mare în 1656. Kroměříž și-a revenit în timpul domniei episcopului Karl al II-lea von Liechtenstein-Kastelkorn, care a reconstruit orașul și castelul. Castelul a fost reparat pentru prima dată, iar în 1686 a fost complet reconstruit. Episcopul a reparat și zidurile orașului a fondat o monetărie, și a dat poruncă să fie construite mai multe grădini între 1666–1675. Lucrările au fost coordonate de arhitectul italian Filiberto Lucchese, care a amenajat printre altele o grădină de plăcere în fața castelului. După moartea lui Luccese în 1666, Giovanni Pietro Tencalla a continuat lucrările la grădină și a reconstruit palatul pe vechea temelie într-un stil asemănător cu cel al școlii torineze din care provenea. Noua clădire avea trei etaje, cu fațade exterioare decorate cu pilaștri, arcade și rezalite unghiulare. Kroměříž a redevenit astfel un oraș important.
Congresul Imperial Constitutiv a avut loc la Kroměříž în 1848. În august 1885, a avut loc aici o întâlnire între împărații austriac și rus, Franz Joseph și respectiv Alexandru al II-lea.

## Economie
La marginea orașului se află Institutul de Cercetări Agricole Kroměříž (fostul Institutul de Cercetare a Cerealelor etc., fondat în 1951), care se ocupă de cercetarea și creșterea cerealelor.
În Kroměříž se găsește un spital și un spital de psihiatrie, reprezentând principalii angajatori din oraș.

## Transporturi
Autostrada D1 de la Brno la Ostrava trece prin partea de nord a orașului.
Kroměříž se găsește pe liniile de cale ferată Rožnov pod Radhoštěm⁠(d) – Kojetín și Bystřice pod Hostýnem⁠(d) – Zborovice. Pe lângă gara principală, orașul este deservit și de stațiile Kroměříž-Oskol și Kotojedy.

## Cultură

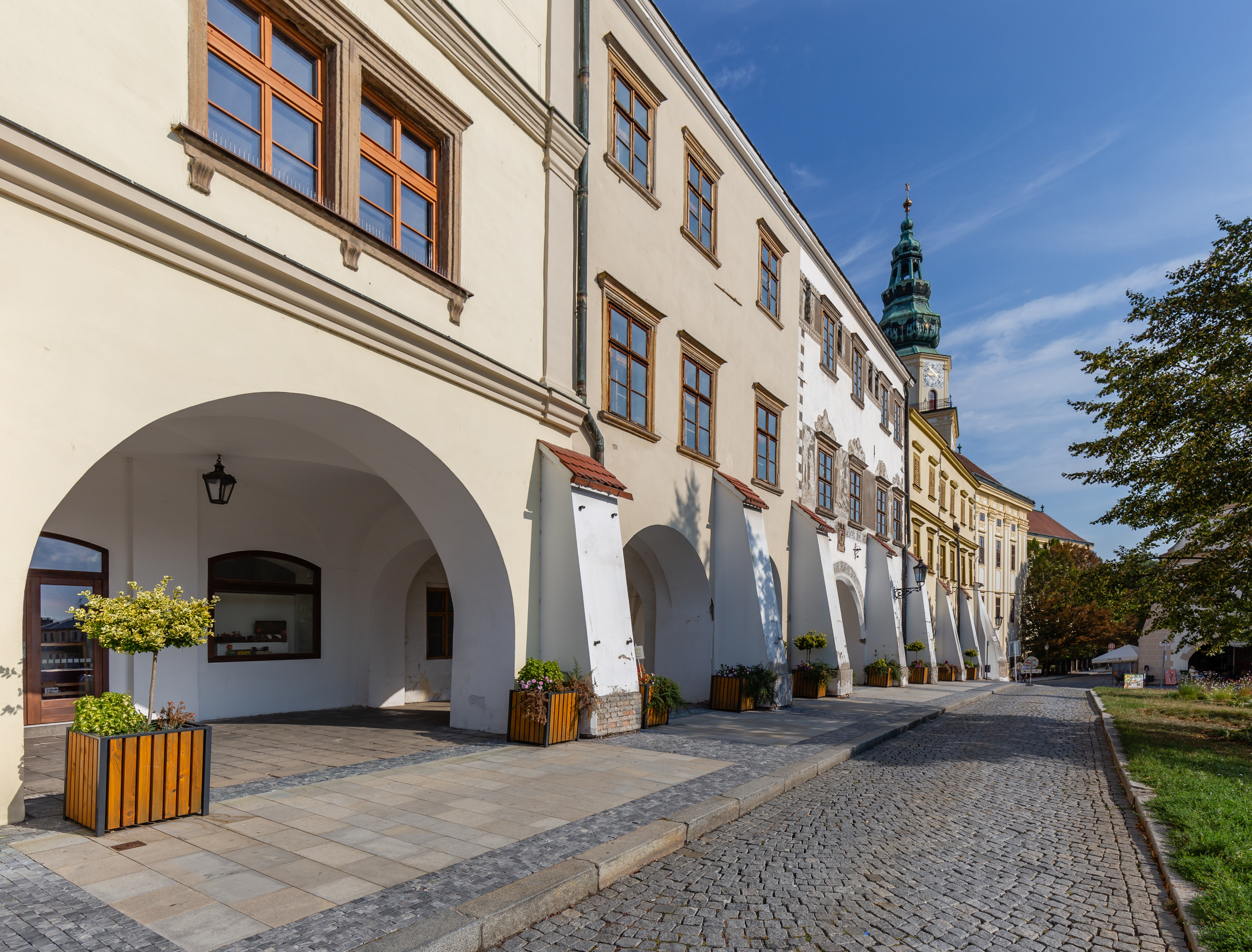
Casa Regenților și Muzeul Regiunii Kroměříž

Kroměříž se află în regiunea etnografică Haná⁠(d). Acesta are o viață culturală bogată pentru care a fost poreclit ca „Atena din Haná”.
În orașul s-a organizat tradițional un festival internațional de muzică militară de suflat din alamă. Tot aici, din anii 1990, se ține și festivalul internațional de muzică sacră FORFEST. Festivalul FORFEST (Festivalul internațional de artă contemporană cu orientare spirituală) a fost distins cu prestigiosul premiu al Consiliului Ceh al Muzicii și a fost selectat de juriul internațional EFFE pentru proiectul european mai larg EFFE Label din 2017-2018.
Galeria Castelului conține o colecție de aproximativ 500 de picturi și este printre cele mai importante din Europa. Include Jupuirea lui Marsyas, o pictură târzie a lui Tiziano Vecellio (Tițian).

## Sport
În oraș se află sediul clubului de fotbal SK Hanácká Slavia Kroměříž. Clubul joacă de obicei în al treilea nivel al sistemului de fotbal ceh, dar în sezonul 2023-2024 a jucat în Liga Națională de Fotbal⁠(d) (Fotbalová národní liga).

## Obiective turistice

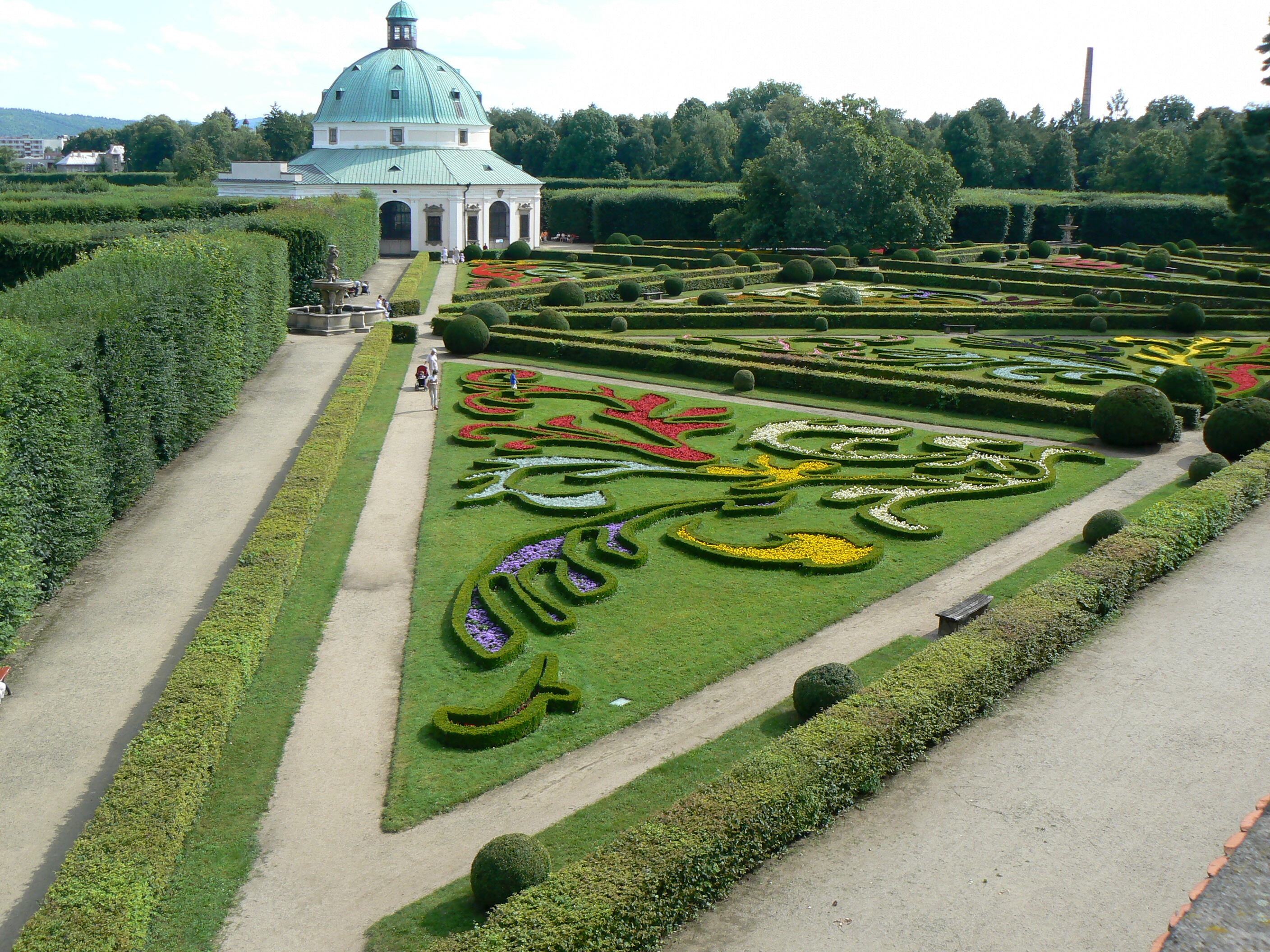
Grădinile Castelului

Orașul este cel mai bine cunoscut pentru Castelul baroc din Kroměříž cu grădinile sale. Turnul poligonal al castelului este principalul reper, precum și cea mai veche rămășiță a vechiului Castel Episcopal. Palatul arhiepiscopal și grădinile au fost înscrise de UNESCO în 1998 pe lista locurilor din patrimoniul mondial.
În ciuda numeroaselor sale reconstrucții după daunele provocate de războaie, Biserica Sfântului Mauriciu și-a păstrat aspectul gotic timpuriu. Episcopul Bruno von Schauenburg⁠(d) este înmormântat în această biserică.
Biserica Adormirea Maicii Domnului a fost cea mai veche biserică din oraș. Biserica originală din secolul al XIII-lea a fost distrusă în Războiul de Treizeci de Ani. Structura actuală a fost construită în stil baroc târziu în prima jumătate a secolului al XVIII-lea. Are clopotniță păstrată din secolul al XIII-lea.
Muzeul principal al orașului este Muzeul Regiunii Kroměříž. Prezintă, printre altele, expunerea lui Karel Kryl⁠(d) despre viața și opera unora dintre cei mai faimoși nativi. În fosta monetărie episcopală din 1665 se găsește o expoziție de monede.

## În cultura populară
În Castelul Kroměříž s-au filmat unele scene din Amadeus (1984), Nemuritoare iubită (1994), Četnické humoresky⁠(d) (1997), O afacere regală (2012), Angélique⁠(d) (2013), Mușchetarii (2015) și Maria Tereza (2017).
Printre alte filme care au fost turnate în oraș se numără Urechea (1970) și Requiem pro panenku (1992).

## Personalități
- Jan Milíč⁠(d) (1320/1325–1374), predecesorul ideal al lui Jan Hus
- Pavel Josef Vejvanovský⁠(d) (1633/1640–1693), compozitor baroc
- Heinrich Ignaz Franz Biber⁠(d) (1644–1704), compozitor și violonist
- Edmund Pascha⁠(d) (1714–1772), predicator, organist și compozitor
- Karel Josef Adolf⁠(d) (1715–1771), pictor și restaurator
- Václav Jan Frierenberger⁠(d) (1759–1823), general al Războaielor Napoleoniene
- Ferdinand Stoliczka⁠(d) (1838–1874), călător, geolog și naturalist
- Max Švabinský (1873–1962), pictor
- Hermann Pokorny⁠(d) (1882–1960), criptolog austro-ungar
- Václav Talich⁠(d) (1883–1961), dirijor
- Jan Rypka⁠(d) (1886–1968), orientalist și traducător
- Robert Land (1887–1942), regizor de film
- Augustin Krist⁠(d) (1894–1964), arbitru de fotbal
- Martin Miller⁠(d) (1899–1969), actor
- Josef Silný⁠(d) (1902–1981), fotbalist
- Alexej Čepička⁠(d) (1910–1990), politician comunist
- Jaroslav Koutecký⁠(d) (1922–2005), chimist
- Karel Prager⁠(d) (1923–2001), arhitect
- Miloš Macourek⁠(d) (1926–2002), poet, dramaturg și scenarist
- Milan Pitlach⁠(d) (1943–2021), arhitect și fotograf
- Karel Kryl⁠(d) (1944–1994), muzician
- Boris Krajný⁠(d) (born 1945), pianist
- Josef Stejskal⁠(d) (născut 1945), poet și suprarealist
- Petr Uličný⁠(d) (născut 1950), fotbalist și manager de fotbal
- Michal Peprník⁠(d) (născut 1960), profesor de literatură americană
- Pavel Štercl⁠(d) (născut 1966), canoist la slalom
- Petr Štercl⁠(d) (născut 1966), canoist la slalom
- Pavel Hapal⁠(d) (născut 1969), fotbalist și manager de fotbal
- Pavel Novotný (născut 1973), fotbalist
- Renata Berková⁠(d) (născut 1975), triatlet
- Andrea Kalivodová⁠(d) (născut 1977), cântăreață de operă
- Rytmus⁠(d) (născut 1977), rapper slovac
- Tomáš Břečka⁠(d) (născut 1994), fotbalist
- Filip Chytil⁠(d) (născut 1999), jucător de hochei pe gheață

## Orașe înfrățite
Kroměříž este înfrățit cu:
- Châteaudun, Franța
- Nitra, Slovacia
- Krems an der Donau, Austria
- Piekary Śląskie, Polonia
- Râmnicu Vâlcea, România
- Ružomberok, Slovacia